# 公立穴水総合病院
公立穴水総合病院（こうりつあなみずそうごうびょういん）は石川県鳳珠郡穴水町にある医療機関である。

## 診療科
出典
- 内科
- 循環器内科
- 整形外科
- 小児科
- リハビリテーション科

## 交通
- のと鉄道　穴水駅下車 徒歩10分
- 能登中央バス　穴水病院前バス停下車　徒歩1分